# Berneville
Berneville és un municipi francès situat al departament del Pas de Calais i a la regió dels Alts de França. L'any 2007 tenia 434 habitants.

## Demografia

### Població
El 2007 la població de fet de Berneville era de 434 persones. Hi havia 170 famílies de les quals 32 eren unipersonals (8 homes vivint sols i 24 dones vivint soles), 57 parelles sense fills, 69 parelles amb fills i 12 famílies monoparentals amb fills.
La població ha evolucionat segons el següent gràfic:
Habitants censats

### Habitatges
El 2007 hi havia 178 habitatges, 168 eren l'habitatge principal de la família, 3 eren segones residències i 8 estaven desocupats. 176 eren cases i 2 eren apartaments. Dels 168 habitatges principals, 157 estaven ocupats pels seus propietaris, 9 estaven llogats i ocupats pels llogaters i 2 estaven cedits a títol gratuït; 12 tenien tres cambres, 48 en tenien quatre i 108 en tenien cinc o més. 147 habitatges disposaven pel capbaix d'una plaça de pàrquing. A 66 habitatges hi havia un automòbil i a 91 n'hi havia dos o més.

### Piràmide de població
La piràmide de població per edats i sexe el 2009 era:
| Homes | Edats   | Dones |
| ----- | ------- | ----- |
| 0     | 95 o +  | 4     |
| 4     | 90 a 94 | 0     |
| 0     | 85 a 89 | 8     |
| 0     | 80 a 84 | 8     |
| 0     | 75 a 79 | 4     |
| 4     | 70 a 74 | 0     |
| 4     | 65 a 69 | 8     |
| 12    | 60 a 64 | 12    |
| 0     | 55 a 59 | 4     |
| 8     | 50 a 54 | 12    |
| 40    | 45 a 49 | 20    |
| 36    | 40 a 44 | 32    |
| 20    | 35 a 39 | 28    |
| 20    | 30 a 34 | 20    |
| 0     | 25 a 29 | 8     |
| 12    | 20 a 24 | 0     |
| 36    | 15 a 19 | 28    |
| 12    | 10 a 14 | 24    |
| 16    | 5 a 9   | 40    |
| 12    | 0 a 4   | 16    |

## Economia
El 2007 la població en edat de treballar era de 309 persones, 227 eren actives i 82 eren inactives. De les 227 persones actives 217 estaven ocupades (107 homes i 110 dones) i 10 estaven aturades (4 homes i 6 dones). De les 82 persones inactives 38 estaven jubilades, 28 estaven estudiant i 16 estaven classificades com a «altres inactius».

### Ingressos
El 2009 a Berneville hi havia 168 unitats fiscals que integraven 442 persones, la mediana anual d'ingressos fiscals per persona era de 21.569 €.

### Activitats econòmiques
Dels 6 establiments que hi havia el 2007, 2 eren d'empreses de fabricació d'altres productes industrials, 2 d'empreses de construcció, 1 d'una empresa de transport i 1 d'una empresa immobiliària.
Dels 3 establiments de servei als particulars que hi havia el 2009, 1 era una fusteria i 2 electricistes.
L'any 2000 a Berneville hi havia 11 explotacions agrícoles que ocupaven un total de 546 hectàrees.

## Equipaments sanitaris i escolars
El 2009 hi havia una escola elemental.

## Poblacions més properes
El següent diagrama mostra les poblacions més properes.